# Оркенди
Оркенди́ (каз. Өркенді) — село у складі Жетисайського району Туркестанської області Казахстану. Входить до складу Интимацького сільського округу.
В радянські часи село називалось Побєда.
Населення — 2915 осіб (2021; 2717 у 2009, 1724 у 1999, 1267 у 1989).